# Austromenopon limosae
Austromenopon limosae är en insektsart som beskrevs av Günter Timmermann 1954. Austromenopon limosae ingår i släktet Austromenopon och familjen spolätare. Inga underarter finns listade i Catalogue of Life.